# Större frågeteckenbock
Större frågeteckenbock (Brachyta interrogationis) är en skalbaggsart i familjen långhorningar. Arten förekommer i Centraleuropa, österut till Ryssland, Sibirien, Korea och Japan. Den förekommer i Norden i norra och mellersta Sverige, samt lokalt på en del platser längre söderut i Sverige som det småländska höglandet, samt i Finland och Norge. I Norge saknas den i de västra delarna av landet. Arten är reproducerande i Sverige.
Skalbaggen mäter 9-19 millimeter. Larven lever på rötter av örter, i Norden förmodligen främst midsommarblomster, och i östra och södra Europa pioner. Utvecklingstiden från larv till imago är ett till två år.
De fullbildade skalbaggarna kan ses på blommor från omkring mitten av juni till mitten av juli.